# König-Abdullah-Universität für Wissenschaft und Technologie
Die König-Abdullah-Universität für Wissenschaft und Technologie (englisch King Abdullah University of Science and Technology, KAUST, arabisch جامعة الملك عبد الله للعلوم والتقنية, DMG Ǧāmiʿat al-Malik ʿAbd Allāh li-l-ʿulūm wa-t-tiqnīya) ist eine Universität nach US-amerikanischem Vorbild im Königreich Saudi-Arabien, die auf Natur- und Ingenieurwissenschaften spezialisiert ist. Im QS World University Ranking hat KAUST seit 2015 die Spitzenposition in der Kategorie Zitationen pro Professor inne. Die Universität wurde durch die saudische Erdölfördergesellschaft Saudi Aramco erbaut und umfasst verschiedene Forschungszentren des Mineralölkonzerns. An der Universität haben bislang über 7.000 Studenten aus 100 Ländern studiert und gearbeitet.

## Geschichte
Die KAUST wurde im September 2009 eröffnet und hat ihren Sitz in Thuwal, circa 50 Kilometer nördlich von Dschiddah am Roten Meer. Der Namensgeber der Universität ist Abdullah ibn Abd al-Aziz, der selbst 10 Milliarden Dollar für die Universität gestiftet hat.
Etwa 1200 Studenten aus über 60 Ländern sind an der KAUST immatrikuliert.
Die Unterrichtssprache ist Englisch.

## Organisation
Die Universität gliedert sich in drei akademische Divisionen: Biological and Environmental Science and Engineering (BESE); Computer, Electrical, and Mathematical Science and Engineering (CEMSE); Physical Science and Engineering (PSE). Es werden Masterstudiengänge (M.S.) und Promotionsprogramme (Ph.D.) angeboten. KAUST bildet einen Forschungsschwerpunkt auf Erneuerbaren Energien und Wasserwirtschaft. Hier wird z. B. der Frage nachgegangen, ob man Landwirtschaft auf Flächen mit salzigem Meerwasser betreiben kann.
Anders als im restlichen Saudi-Arabien dürfen an der KAUST Männer und Frauen gemeinsam studieren und forschen, auf dem Campus sind der Schleier und die Abaya nicht Pflicht, dennoch berichten westliche Studentinnen von Einschränkungen, z. B. Geschlechtertrennung bei der Sportausübung.
In einem der Labore befindet sich der Shaheen Supercomputer, der im Jahr 2016 zu den zehn leistungsstärksten Supercomputern der Erde gehörte.
Unter dem Dach von KAUST gibt es außerdem elf Forschungszentren, in denen ergebnisorientierte Forschungsarbeiten betrieben werden. Die Forschungszentren unterstützen wissenschaftliche Projekte in den Bereichen Petroleum Engineering, Solarenergie, Membrane, Supercomputing, Visual Computing, Landwirtschaft in Wüstenregionen, Katalyse, Entsalzung von Salzwasser und Biowissenschaft.

## Ausgewählte Persönlichkeiten
- Ali Al-Naimi (* 1935), ehemaliger Vorsitzender (Chairman) der KAUST, Ölminister a. d. des Königreichs Saudi-Arabien, ehemaliger Vorsitzender der OPEC[9]
- Khalid A. Al-Falih (* 1960), amtierender Vorsitzender (Chairman) der KAUST, amtierender Ölminister des Königreichs Saudi-Arabien
- Amin H. Nasser, Mitglied des Direktoriums der KAUST, amtierender Präsident und CEO von Saudi Aramco
- Dominic Barton, Mitglied des Direktoriums der KAUST, ehemaliger CEO von McKinsey & Company
- Jean-Lou Chameau, Präsident a. D. der KAUST, Präsident a. d. des California Institute of Technology
- Tony F. Chan, amtierender Präsident der KAUST, Präsident a. d. der Hong Kong University of Science and Technology, US-amerikanisch-chinesischer Mathematiker
- Jean Fréchet (* 1944), Vizepräsident für Forschung der KAUST, US-amerikanischer Chemiker
- Shirley M. Tilghman (* 1946), Mitglied des Direktoriums der KAUST, kanadische Molekularbiologin, Präsidentin a. d. der Princeton University

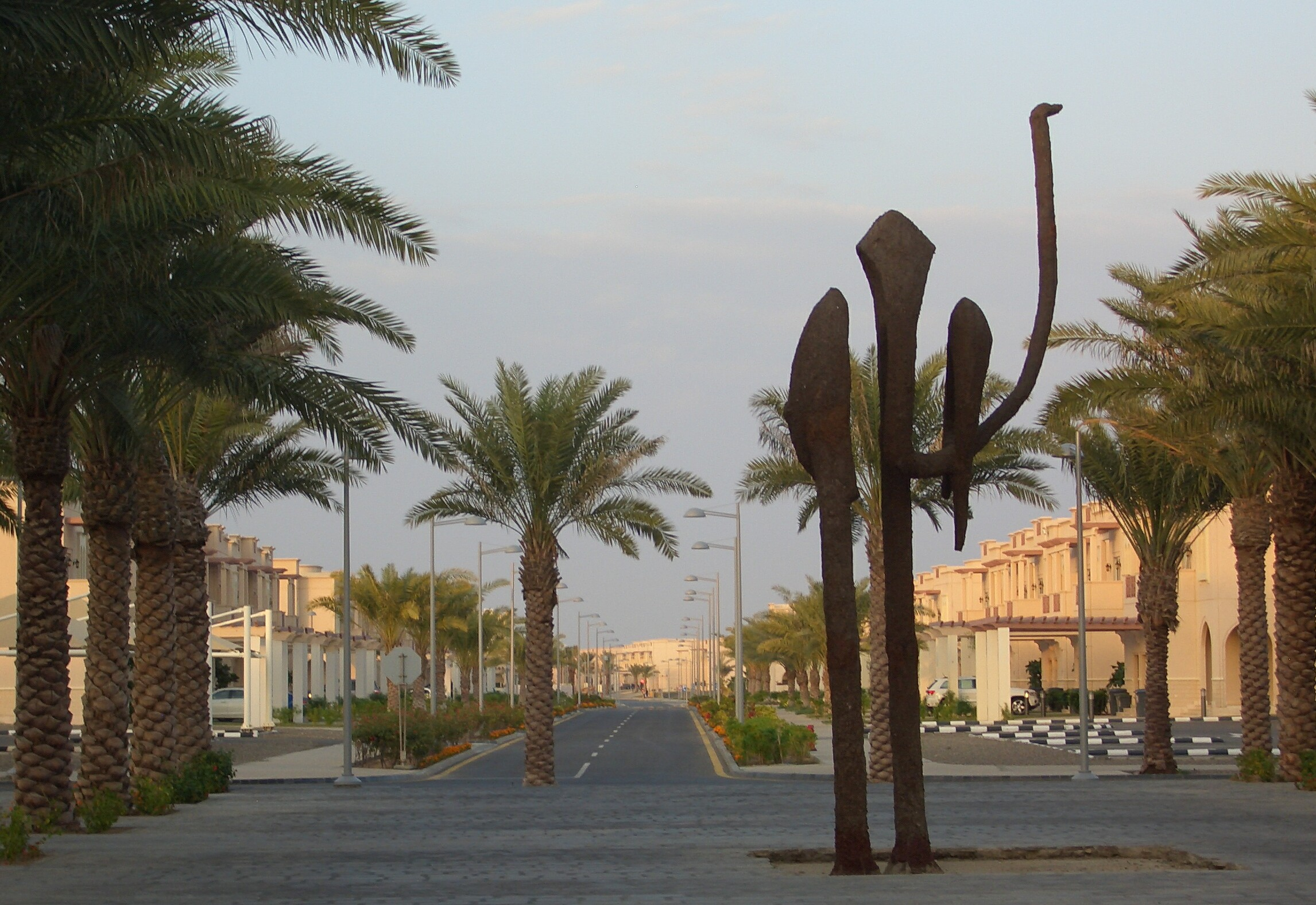
Straße auf dem Campus